# Paul Aron
Paul Aron (ur. 4 lutego 2004 w Tallinnie) – estoński kierowca wyścigowy, brat Ralfa Arona. W 2024 roku startuje w Formule 2 w zespole Hitech Pulse-Eight. Zdobywca 3. miejsca w takich seriach jak Włoska Formuła 4 (2019), Formula Regional European Championship (2021 i 2022) oraz Formuła 3 (2023).

## Kariera

### Karting
Zaczął się ścigać w Estonii w wieku 8. lat, lecz szybko wspinał się po kolejnych szczeblach kartingu ścigając się po całej Europie, lecz w większości we Włoszech. Aron wygrał Kartingowe Mistrzostwa Europy CIK-FIA w 2018 roku.

### Formuła 4
Aron zadebiutował w bolidach wyścigowych w Niemieckiej Formule 4 w 2019 roku w zespole Prema Powerteam. Swoje pierwsze zwycięstwo osiągnał w szóstym wyścigu na torze Red Bull Ring w Austrii. Dołożył do tego następne na torze Zandvoort w Holandii. Finalnie sezon ukończył na 7. pozycji.
Większe sukcesy odniósł w tym samym roku we Włoskiej Formule 4, również w zespole Prema. Ponownie jego pierwsze zwycięstwo w serii miało miejsce na torze Red Bull Ring, natomiast drugie podczas przedostatniej rundy na torze Mugello. Sześć dodatkowych miejsc na podium zapewniło mu 3. miejsce w klasyfikacji generalnej na koniec sezonu, ustępując Dennisowi Haugerowi oraz Gianluce Petecofowi.

### Europejski Puchar Formuły Renault 2.0
Po uczestnictwie w posezonowych testach na torze Paul Ricard w listopadzie 2019 roku, Aron został kierowcą ART Grand Prix w ostatniej edycji Europejskiego Pucharu Formuły Renault 2.0. Aron miał ciężką kampanię – jego najlepszym wynikiem i jedynym podium w sezonie było drugie miejsca na torze Nürburgring. Estończyk ukończył sezon na 11. miejscu zostając pokonanym przez swoich zespołowych rywali Grégoire Saucy'ego oraz ewentualnego mistrza serii Victora Martinsa.

### Formula Regional European Championship

#### 2021
W 2021 roku Aron wrócił do zespołu Prema w serii Formula Regional European Championship. Pierwsze podium Estończyk zdobył już podczas pierwszej rundy na torze w Imoli, gdzie ukończył drugi wyścig na drugim miejscu. Aron zdobył trzecie miejsca w dwóch kolejnych rundach, lecz na następne musiał czekać aż do rundy siódmej, w międzyczasie zaliczając rundę bez punktów na torze Paul Ricard. Podczas dziewiątej rundy na torze Mugello w pierwszym wyścigu zdobył swoje pierwsze pole position w sezonie, którze przekuł na pierwsze zwycięstwo. Wyczyn ten udało mu się powtórzyć w drugim wyścigu, zdobywając maksymalną możliwą ilość punktów w ten weekend. Dołożył do tego drugie miejsce podczas ostatniej rundy na torze Monza. Aron ukończył ten sezon na 3. miejscu w klasyfikacji generalnej ustępując Saucy'emu oraz Hadrienowi Davidowi. Pokonał natomiast obu zespołowych rywali w postaci Davida Vidalesa oraz Dino Beganovica.

#### 2022
Pomiędzy sezonami Aron wziął udział w Azjatyckiej edycji serii Formula Regional Asian Championship. Aron nie wygrał żadnego wyścigu, udało mu się natomiast uzyskać dwa pole position podczas trzeciej rundy na torze Dubai Autodrome. Zdobył trzy podia i został sklasyfikowany na ósmym miejscu.
Aron pozostał w zespole Prema na następny sezon Formula Regional European Championship. W tym sezonie miał lepszy start, wygrywając drugi wyścig otwierającej rundy na torze Monza. Po trzecim miejscu na Imoli Estończyk miał tragiczny weekend w Monako, gdzie miał wypadek podczas kwalifikacji który pozbawił go szansy na punkty w wyścigu. Podczas następnej rundy na torze Paul Ricard zrehabilitował się wygrywając tam pierwszy wyścig, po czym wygrał oba wyścigi podczas rundy w Zandvoort. Następne trzy rundy jednakże skończyły się dla Estończyka bez miejsca na podium, pomimo dwóch startów z pole position podczas rund na torach Spa-Francorchamps i Red Bull Ring. Kolejna wygrana nadeszła w trakcie przedostatniej rundy na torze Barcelona-Catalunya, podczas której zdobył również kolejne podium. W trakcie ostatniej rundy dołożył następne zwycięstwo, lecz w trakcie tego wyścigu jego zespołowy rywal Dino Beganovic zapewnił sobie tytuł mistrzowski. Przez słaby ostatni wyścig w którym nie zdobył ani punkty stracił też drugie miejsce na rzecz Gabriele Miniego. Pomimo większej ilości punktów oraz zwycięstw niż w poprzednim sezonie, został znowu sklasyfikowany na trzecim miejscu.

### Formuła 3
W październiku 2022 roku został ogłoszony jako kierowca Premy na sezon Formuły 3 w 2023 roku. Jego partnerem zespołowym ponownie został Dino Beganovic oraz ustępujący mistrz GB3 Championship Zak O'Sullivan.
Zaliczył solidny debiut w Bahrajnie, kończąc pierwszy wyścig na piątym miejscu, lecz wyścig główny ukończył poza punktowaną dziesiątką po karze za wypchnięcie z toru partnera zespołowego O'Sullivana. Pierwsze podium zaliczył już w następnej rundzie w wyścigu sprinterskim po dyskwalifikacji zwycięzcy Franco Colapinto. Wyścig główny ukończył na szóstej pozycji. Zdobył trzeci czas podczas kwalifikacji w Monako, zdobył punkt w wyścigu sprinterskim oraz zachował swoją trzecią pozycję w wyścigu głównym zaliczając kolejne podium. Oba wyścigi następnej rundy na torze Barcelona-Catalunya zakończył na piątym miejscu.
Na Red Bull Ringu zdobył czas który pozwoliłby mu zdobyć pole position, lecz za przekroczenie limitów torów czas ten został skasowany, a jego poprzedni czas pozwolił mu na zajęcie tylko czwartego miejsca. Zrehabilitował się w wyścigu sprinterskim, wskakując z ósmego na drugie miejsce do ósmego okrążenia. Samochód bezpieczeństwa pomógł mu skrócić dystans do lidera wyścigu Pepe Martíego, następnie wyprzedzając go zdobył pierwsze i jedyne zwycięstwo w Formule 3. W wyścigu głównym walcząc o prowadzenie w wyścigu doszło do kolizji między nim a Grégoire Saucym, przez co musiał zjechać do alei serwisowej tracąc szanse na punkty. W następnej rundzie na torze Silverstone uplasował się tuż za podium na czwartym miejscu. Wyczyn ten powtórzył na Hungaroringu, dokładając do tego również piąte miejsce.
Podczas rundy na torze Spa-Francorchamps zaliczył swoje najgorsze kwalifikacje w sezonie plasując się na 11. miejscu. W związku z odwracaniem pierwszej dwunastki na starcie podczas wyścigów sprinterskich, startował w nim z drugiego miejsca. Po starcie po którym spadł na czwarte miejsce zdołał odzyskać jedną pozycję i ukończył wyścig na trzecim miejscu, zdobywając swoje ostatnie podium w sezonie. Podczas wyścigu głównego był jednym z niewielu którzy zdecydowali się na opony deszczowe. Okazało się to skuteczną taktyką przedzierając się do czołówki pod koniec pierwszego sektora pierwszego okrążenia. Po wypadku Olivera Goethe, zespół Arona zmienił opony na suche, mimo że nawierzchnia toru wciąż była wilgotna. Decyzja ta skutkowała w utracie szansy na potencjalne zwycięstwo. Finalnie ukończył wyścig na ósmej pozycji. Po kwalifikacjach podczas ostatniej rundy na Monzie stracił szansę na tytuł, który zapewnił sobie Gabriele Bortoleto. Wyścig sprinterski zakończył się dla niego po kilku sekundach, kiedy Caio Collet uderzył w jego samochód powodując przebicie tylnej opony, utratę kontroli nad pojazdem i kolizję z Jonny Edgarem i Martím. Ostatni wyścig ukończył na siódmej pozycji.
Aron ukończył mistrzostwa na trzecim miejscu, zdobywając jedno zwycięstwo i cztery podia. Jego zespół, Prema Racing, zdobył mistrzostwo wśród zespołów.
Aron wziął również udział w Grand Prix Makau z zespołem SJM Theodore Prema Racing. Jednakże w trakcie wyścigu wziął udział w potężnym wypadku który rozerwał jego bolid na pół.

### Formuła 2
Przed ostatnim wyścigiem Formuły 2 w 2023 roku zespół Trident ogłosił, Paula Arona jako kierowcę wyścigowego na tę rundę w miejsce Clémenta Novalaka. Dwa wyścigi w ostatniej rundzie ukończył na 16. i 18. pozycji.
W listopadzie tego samego roku wziął udział w posezonowych testach z zespołem Hitech Pulse-Eight. Podczas testów zespół Hitech ogłosił, że będzie on się ścigał dla tego zespole w Formule 2 w sezonie 2024. Jego partnerem zespołowym został Amaury Cordeel ścigający się w Formule 2 od 2022 roku.

### Formuła 1
W lipcu 2019 roku został członkiem juniorskiej akademii Mercedesa. Był jej członkiem aż do listopada 2023, kiedy to ogłosił rozstanie z zespołem.Od sezonu 2025 Kierowca testowy Alpine.

### Formuła E
Aron zadebiutował w Formule E w zespole Envision Racing zastępując Sébastiena Buemi podczas ePrix Berlina w 2024 roku. Szwajcar w tym czasie wystartował w 6-godzinnym wyścigu Spa.

## Życie prywatne
Paul jest młodszym bratem Ralfa, mistrza Włoskiej Formuły 4 w 2015 roku.

## Wyniki
| Legenda oznaczeń w tabelach wyników Wyświetl szablon na nowej stronie | Legenda oznaczeń w tabelach wyników Wyświetl szablon na nowej stronie                                                                     |
| Oznaczenie                                                            | Wyjaśnienie |
| --------------------------------------------------------------------- | --- |
| Złoty                                                                 | Zwycięzca lub mistrzostwo |
| Srebrny                                                               | 2. miejsce lub wicemistrzostwo |
| Brązowy                                                               | 3. miejsce lub II wicemistrzostwo |
| Zielony                                                               | Ukończył, punktował (w klasyfikacji generalnej, gdy zdobył co najmniej jeden punkt na przestrzeni sezonu, poza trzema powyższymi opcjami) |
| Niebieski                                                             | Ukończył, nie punktował (w klasyfikacji generalnej, gdy nie zdobył co najmniej jednego punktu na przestrzeni sezonu)                      |
| Czerwony                                                              | Nie zakwalifikował się (NZ) |
| Czerwony                                                              | Nie prekwalifikował się (NPK) |
| Różowy                                                                | Nie ukończył (NU) |
| Różowy                                                                | Niesklasyfikowany (NS) (w klasyfikacji generalnej, gdy nie został sklasyfikowany w żadnym wyścigu sezonu)                                 |
| Czarny                                                                | Zdyskwalifikowany (DK) |
| Czarny                                                                | Wykluczony (WYK/EX) |
| Biały                                                                 | Nie wystartował (NW) |
| Biały                                                                 | Kontuzjowany (K/INJ) |
| Biały                                                                 | Wyścig odwołany (OD/C) |
| Bez koloru                                                            | Został wycofany (WYC/WD) |
| Bez koloru                                                            | Nie przybył (NP/DNA) |
| Bez koloru                                                            | Nie brał udziału w treningach (NT/DNP) |
| Bez koloru                                                            | Nie został zgłoszony (–) |
| Pogrubienie                                                           | Start z pole position |
| Kursywa                                                               | Najszybsze okrążenie wyścigu |
| †                                                                     | Nie ukończył, ale jego rezultat został zaliczony ze względu na przejechanie więcej niż 90% dystansu wyścigu.                              |
| *                                                                     | Sezon w trakcie |
| 1/2/3                                                                 | Punktowana pozycja w sprincie kwalifikacyjnym                                                                                             |
| Lista systemów punktacji Formuły 1                                    | |

### Podsumowanie
| Sezon   | Seria                                  | Zespół                    | Starty | P1 | PP | NO | Podia | Punkty | Pozycja |
| ------- | -------------------------------------- | ------------------------- | ------ | -- | -- | -- | ----- | ------ | ------- |
| 2019    | Włoska Formuła 4                       | Prema Powerteam           | 21     | 2  | 1  | 0  | 8     | 226    | 3       |
| 2019    | Niemiecka Formuła 4                    | Prema Powerteam           | 20     | 2  | 0  | 0  | 2     | 129    | 7       |
| 2020    | Europejski Puchar Formuły Renault 2.0  | ART Grand Prix            | 20     | 0  | 0  | 0  | 1     | 54     | 11      |
| 2021    | Formula Regional European Championship | Prema Powerteam           | 20     | 2  | 2  | 1  | 7     | 197    | 3       |
| 2022    | Formula Regional Asian Championship    | Abu Dhabi Racing by Prema | 15     | 0  | 2  | 1  | 3     | 80     | 8       |
| 2022    | Formula Regional European Championship | Prema Racing              | 20     | 6  | 7  | 4  | 8     | 241    | 3       |
| 2023    | Formuła 3                              | Prema Racing              | 18     | 1  | 0  | 2  | 4     | 112    | 3       |
| 2023    | Grand Prix Makau                       | SJM Theodore Prema Racing | 1      | 0  | 0  | 0  | 0     | n.d.   | NU      |
| 2023    | Formuła 2                              | Trident                   | 2      | 0  | 0  | 0  | 0     | 0      | 24      |
| 2023/24 | Formuła E                              | Envision Racing           | 2      | 0  | 0  | 0  | 0     | 0*     | 27*     |
| 2024    | Formuła 2                              | Hitech Pulse-Eight        | 10     | 0  | 0  | 1  | 5     | 80*    | 1*      |

### Formuła 3
| Rok  | Zespół       | Wyniki w poszczególnych eliminacjach | Wyniki w poszczególnych eliminacjach | Wyniki w poszczególnych eliminacjach | Wyniki w poszczególnych eliminacjach | Wyniki w poszczególnych eliminacjach | Wyniki w poszczególnych eliminacjach | Wyniki w poszczególnych eliminacjach | Wyniki w poszczególnych eliminacjach | Wyniki w poszczególnych eliminacjach | Wyniki w poszczególnych eliminacjach | Wyniki w poszczególnych eliminacjach | Wyniki w poszczególnych eliminacjach | Wyniki w poszczególnych eliminacjach | Wyniki w poszczególnych eliminacjach | Wyniki w poszczególnych eliminacjach | Wyniki w poszczególnych eliminacjach | Wyniki w poszczególnych eliminacjach | Wyniki w poszczególnych eliminacjach | Punkty | Pozycja |
| ---- | ------------ | ------------------------------------ | ------------------------------------ | ------------------------------------ | ------------------------------------ | ------------------------------------ | ------------------------------------ | ------------------------------------ | ------------------------------------ | ------------------------------------ | ------------------------------------ | ------------------------------------ | ------------------------------------ | ------------------------------------ | ------------------------------------ | ------------------------------------ | ------------------------------------ | ------------------------------------ | ------------------------------------ | ------ | ------- |
| 2023 | Prema Racing | Bahrajn                              | Bahrajn                              | Australia                            | Australia                            | Monako                               | Monako                               | Hiszpania                            | Hiszpania                            | Austria                              | Austria                              | Wielka Brytania                      | Wielka Brytania                      | Węgry                                | Węgry                                | Belgia                               | Belgia                               | Włochy                               | Włochy                               | 112    | 3       |
| 2023 | Prema Racing | 5                                    | 12                                   | 3                                    | 6                                    | 10                                   | 3                                    | 5                                    | 5                                    | 1                                    | 25                                   | 12                                   | 4                                    | 4                                    | 5                                    | 3                                    | 8                                    | NU                                   | 7                                    | 112    | 3       |

### Formuła 2
| Rok  | Zespół             | Wyniki w poszczególnych eliminacjach | Wyniki w poszczególnych eliminacjach | Wyniki w poszczególnych eliminacjach | Wyniki w poszczególnych eliminacjach | Wyniki w poszczególnych eliminacjach | Wyniki w poszczególnych eliminacjach | Wyniki w poszczególnych eliminacjach | Wyniki w poszczególnych eliminacjach | Wyniki w poszczególnych eliminacjach | Wyniki w poszczególnych eliminacjach | Wyniki w poszczególnych eliminacjach | Wyniki w poszczególnych eliminacjach | Wyniki w poszczególnych eliminacjach | Wyniki w poszczególnych eliminacjach | Wyniki w poszczególnych eliminacjach | Wyniki w poszczególnych eliminacjach | Wyniki w poszczególnych eliminacjach | Wyniki w poszczególnych eliminacjach | Wyniki w poszczególnych eliminacjach | Wyniki w poszczególnych eliminacjach | Wyniki w poszczególnych eliminacjach | Wyniki w poszczególnych eliminacjach | Wyniki w poszczególnych eliminacjach | Wyniki w poszczególnych eliminacjach | Wyniki w poszczególnych eliminacjach | Wyniki w poszczególnych eliminacjach | Wyniki w poszczególnych eliminacjach | Wyniki w poszczególnych eliminacjach | Punkty | Pozycja |
| ---- | ------------------ | ------------------------------------ | ------------------------------------ | ------------------------------------ | ------------------------------------ | ------------------------------------ | ------------------------------------ | ------------------------------------ | ------------------------------------ | ------------------------------------ | ------------------------------------ | ------------------------------------ | ------------------------------------ | ------------------------------------ | ------------------------------------ | ------------------------------------ | ------------------------------------ | ------------------------------------ | ------------------------------------ | ------------------------------------ | ------------------------------------ | ------------------------------------ | ------------------------------------ | ------------------------------------ | ------------------------------------ | ------------------------------------ | ------------------------------------ | ------------------------------------ | ------------------------------------ | ------ | ------- |
| 2023 | Trident            | Bahrajn                              | Bahrajn                              | Arabia Saudyjska                     | Arabia Saudyjska                     | Australia                            | Australia                            | Azerbejdżan                          | Azerbejdżan                          | Monako                               | Monako                               | Hiszpania                            | Hiszpania                            | Austria                              | Austria                              | Wielka Brytania                      | Wielka Brytania                      | Węgry                                | Węgry                                | Belgia                               | Belgia                               | Holandia                             | Holandia                             | Włochy                               | Włochy                               | Zjednoczone Emiraty Arabskie         | Zjednoczone Emiraty Arabskie         |                                      |                                      | 0      | 24      |
| 2023 | Trident            | –                                    | –                                    | –                                    | –                                    | –                                    | –                                    | –                                    | –                                    | –                                    | –                                    | –                                    | –                                    | –                                    | –                                    | –                                    | –                                    | –                                    | –                                    | –                                    | –                                    | –                                    | –                                    | –                                    | –                                    | 16                                   | 18                                   |                                      |                                      | 0      | 24      |
| 2024 | Hitech Pulse-Eight | Bahrajn                              | Bahrajn                              | Arabia Saudyjska                     | Arabia Saudyjska                     | Australia                            | Australia                            | Włochy                               | Włochy                               | Monako                               | Monako                               | Hiszpania                            | Hiszpania                            | Austria                              | Austria                              | Wielka Brytania                      | Wielka Brytania                      | Węgry                                | Węgry                                | Belgia                               | Belgia                               | Włochy                               | Włochy                               | Azerbejdżan                          | Azerbejdżan                          | Katar                                | Katar                                | Zjednoczone Emiraty Arabskie         | Zjednoczone Emiraty Arabskie         | 80*    | 1*      |
| 2024 | Hitech Pulse-Eight | 5                                    | 3                                    | 2                                    | 10                                   | 18                                   | 2                                    | 2                                    | 6                                    | 7                                    | 3                                    |                                      |                                      |                                      |                                      |                                      |                                      |                                      |                                      |                                      |                                      |                                      |                                      |                                      |                                      |                                      |                                      |                                      |                                      | 80*    | 1*      |